# 里斯本的聖安多尼
帕多瓦的聖安多尼（英語：Anthony of Padua），又称里斯本的聖安多尼（英語：Anthony of Lisbon），原名費迪南德·布爾良（葡萄牙語：Fernando de Bulhões），是一位天主教聖人，有「福音博士」和「異端之槌」之稱號。今日他是天主教最著名的聖人之一，在遺失物品時，常為天主教徒所呼求協助。
安多尼出生於葡萄牙里斯本的一個富裕家庭，並在義大利帕多瓦去世。他因其強而有力的講道、對聖經的精湛知識，以及對窮人和病患的無私熱愛與奉獻而受到同時代人們的讚譽。他是教會歷史上最快被封聖的聖人之一，在去世不到一年後即被封聖。
他於1946年1月16日被教宗庇護十二世封為教會聖師。

## 生平

### 早年經歷

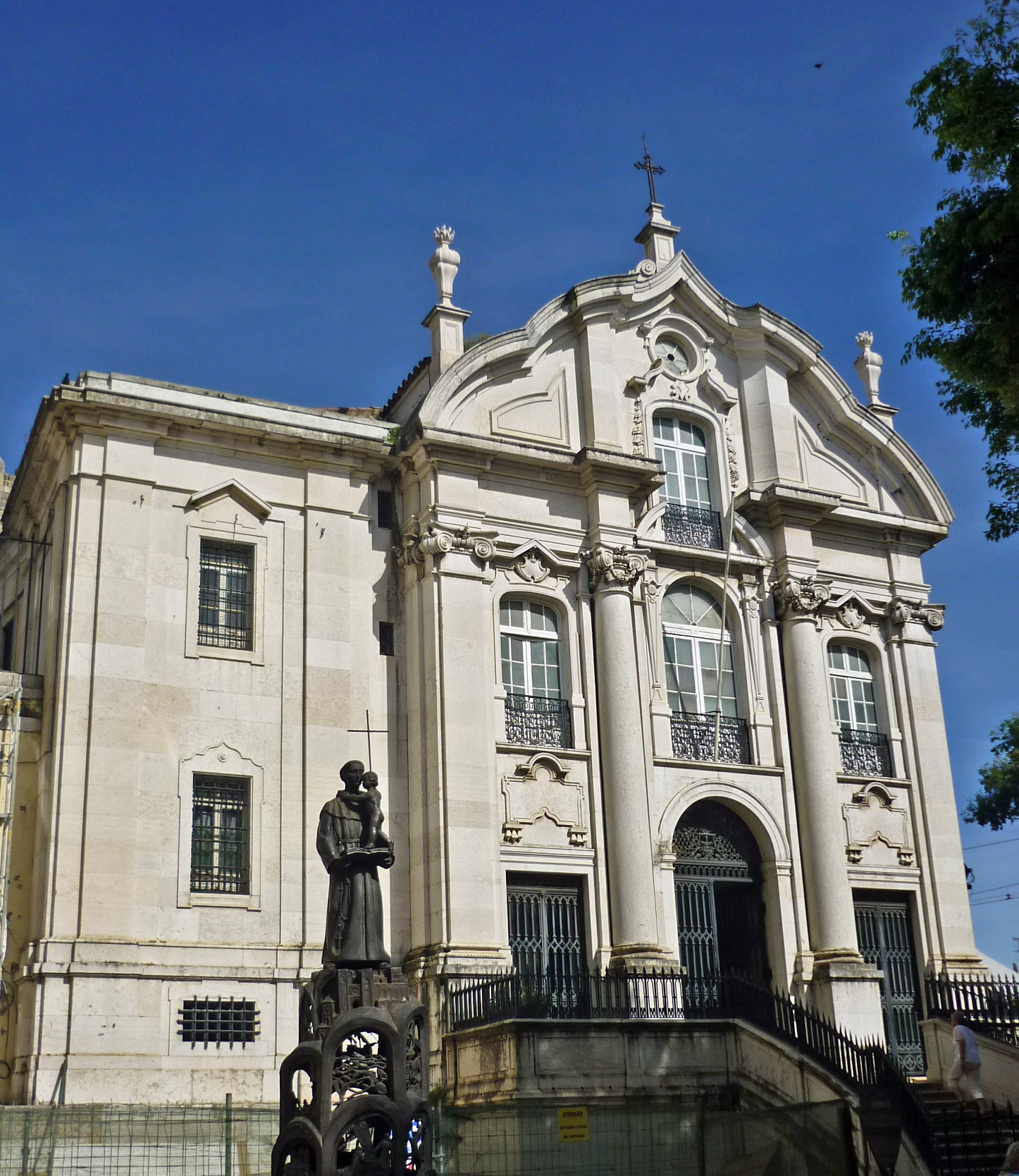
圣安多尼堂，位於葡萄牙里斯本，建於聖人出生的故居原址之上。

安多尼本名為費爾南多·馬丁斯·德·布良斯（葡萄牙語：Fernando de Bulhões），1195年出生於葡萄牙里斯本。十五世紀的文獻記載，他的父母為維森特·馬丁斯（Vicente Martins）與特蕾莎·派斯·塔維拉（Teresa Pais Taveira），且其父為佩德羅·馬丁斯·德·布良斯（Pedro Martins de Bulhões）的兄弟——布良（Bulhão）或布良斯（Bulhões）家族的祖先。他出身於一個富有的貴族家庭，家人安排他在當地的主教座堂學校接受教育。15歲時，他進入位於里斯本郊外的聖文森修道院，加入奧斯定會。
1212年，由於家人與朋友經常探訪使他分心，他請求轉往該修會的總院——位於當時葡萄牙首都科英布拉的聖十字修道院。在那裡，年輕的費爾南多學習了神學與拉丁文。

### 加入方濟各會
費爾南多在晉鐸後，年僅19歲即被任命為接待長，負責修道院的接待事務。當時他仍在科英布拉，數位小方濟各會士抵達科英布拉並在郊外建立了一座獻給聖安多尼的小型隱修所。費爾南多深受這些修士簡樸而福音化的生活方式所吸引，而他們的修會也才創立短短11年。
1220年，五位方濟各會士在摩洛哥被斬首，消息傳到葡萄牙，葡萄牙國王阿方索二世出資贖回他們的遺體，並將其安葬於科英布拉聖十字修道院，以殉道者身份紀念。費爾南多倍有感觸而加入方濟會，準備去遠方傳教。因此，可以說正是那種為信仰奉獻至死的精神與使命感，驅使他轉向方濟各會。成為修士後，他前往位於奧利瓦伊什的小型隱修所，並採用「安多尼」為名，此後便以此名為人所知。後安多尼被修會派往非洲傳教，但因安多尼中途染重病而只好到西西里島休養。在此，他們得知亞西西的方濟各為了舉行聖神降臨節的大會（總會議），召集了所有的修士，所有人皆被邀請參與。於是，1221年春天，安多尼便與墨西拿的修士們一同徒步北上，展開了他的義大利之旅。

《L'Assidua》記載：
「總會如常結束後，各省會長已將所屬修士分派回各自的地區，唯獨安多尼被遺留在總會長手中，因為沒有任何省會長提出要他。由於他默默無聞，看起來像是個毫無用處的新人。最終，他私下找到當時負責羅馬涅地區的格拉齊安修士，懇求他向總會長請求將自己帶回羅馬涅，並願意在那裡接受初步的靈修培訓。他絲毫未提及自己曾受過的學問，也未炫耀曾擔任聖職的經歷，而是為了基督之愛隱藏自己的才智與聰慧，表明他只願意認識、愛慕並擁抱被釘十字架的耶穌。」
因爲修會長上的安排，安多尼自西西里前往托斯卡納，並被指派至一座方濟各會的修道院，但由於他體弱多病，遭受許多困難。最終，他被分派至位於羅馬涅地區弗利附近的鄉間隱修院——Montepaolo di Dovadola（意為多瓦多拉的聖保祿山），此地之選，是考量到他的身體狀況。在那裡，他在一位修士於附近洞穴中所建的簡陋小室中居住，以勞苦工作度日，並潛心於祈禱與研讀。

### 嶄露頭角
1222年下半年，在弗利鎮上，數位道明會修士前來參加晉鐸典禮，然而在講道人選上卻出現了誤會。方濟各會方面原以為擅長講道的道明會士會登上講壇，而道明會士則以為將由方濟各會士講道，因此未作準備。陷入兩難之際，當地隱修院的負責人認為自己修會中的謙卑修士們難以勝任此重任，遂轉而請求安多尼發言，因為他認爲安多尼或許最具資格，便懇求他說出聖神所啓迪的話語。安多尼起初推辭，但最終仍被勸服。雖然有些慌張，他逐漸轉變，把初時那種怯場的態度，變成鎮靜、安詳、和悅的表情，聲音越說越響亮清晰。他即興的講道令在場聽眾印象深刻，不僅因他渾厚的嗓音與引人注目的風采，更因其講道的主題與內容，對聖經的深刻理解，以及他傳達信息時所展現的博學雄辯與感召力。
自發覺安多尼有宣道的天才之後，博洛尼亞的方濟各會省會長格拉齊安，立刻把這奇妙的事情通知縂會長——聖五傷方濟各。方濟各曾對神學在方濟各會生活中的地位抱持深深的不信任，擔心過度鑽研學問會使弟兄們偏離對真正貧窮與服務生活的聖愿。然而在安多尼身上，他看見了一位志同道合者——不僅分享他的理想，亦有能力教導那些渴望晉鐸的年輕修士。於是，在1224年，方濟各將修士的學術培育責任託付給安多尼。
安多尼於1222年秋季被正式任命為講道者，他所負責的區域除了羅馬涅，還包括艾米利亞、特雷維索邊區、倫巴底以及利古里亞。雖然任務範圍遼闊，但他毫不氣餒。根據晚期的傳說，此時出現了著名的「向魚講道」的故事。據說他當時在里米尼，那裡有一個頑固的加塔爾派社群。由於人們對他的講道不屑一顧，他便轉向海邊向魚群講道，奇蹟般地，魚群聚集在他面前，如同在聽他說話。
1223年底或1224年初，安多尼來到波隆那，當時該地僅次於巴黎，是一座著名的學術城市。在這裡，聖方濟各正式指派他負責神學研究。安多尼具有深厚的神學修養，因此對抗反天主教異端的講道使命對他來說如魚得水。他也藉此指出，若無堅實的教義基礎，便不可能進行有力的神學與反異端論證。因此，他極力推動在1223年於波隆那建立第一所方濟會神學院，設於聖母普利奧拉修道院內。安多尼的努力在此意義上也改變了方濟各會的面貌，使之在當時逐漸建立起規則與身份認同。
安多尼繼續在意大利境内各處傳揚天主的道理，歸化的人確是與日俱增。迨至1224年底，教宗何諾留三世請求方濟各派遣會士前往法國南部傳教，會長方濟各便命令他越過亞爾卑斯山，到法國所管轄的地方傳揚天主的福音，並委他在法囯境内增建修院，以對抗當時正在法國興起的異端教派阿爾比派。安多尼對異端學説予以攻擊，不遺餘力，這一階段對抗異端的熱切講道，最終為他贏得了著名的稱號：「異端之鎚」（malleus hereticorum）。

### 在法國南部傳教
安多尼於1224年深秋抵達法國，並在當地停留了數年，直到亞西西的方濟各去世為止。他主要在普羅旺斯、朗格多克和加斯科涅等地區傳教。關於安多尼在法國的具體行程並無明確記載。據說他最初前往蒙彼利埃——這是一座捍衛天主教正統信仰的大學城——傳說中他在此地曾出現過「雙身同現」的奇蹟，能同時在城內兩處不同地點講道。隨後他又前往亞爾，參加普羅旺斯地區的省會議。傳說在他講道期間，出現了方濟各顯靈祝福群眾的景象，這一神秘事件使安多尼的形象更加蒙上了神聖的光輝。不久之後，他來到圖盧茲，面對阿爾比派異端，以清晰且簡單的論點展開深刻辯證。有些文獻記載，在此地發生了著名的「騾子奇蹟」：一頭禁食中的騾子捨棄飼料，跪拜於聖體前。不過，有些文獻中這個聖體奇蹟是在1223年於里米尼發生的。
1226年將終的時候，方濟各會各處的分院都接到代理總會長厄里亞的公函，說會長方濟各已經逝世，所以要召集各方院長會議，推舉繼任總會長。因此安多尼不得不到從法國返回義大利。

### 返回意大利
關於安多尼自法國返回義大利的時期，史料記載並不一致，但無論如何，他最終於1227年5月30日，即那一年的圣神降临节，也就是總會議召開之日，抵達亞西西。這一次會議上安多尼被任命為義大利北部的省會長，地位僅次於總會長本人。當時安多尼年僅三十二歲，接下來的四年，也是他人生最後的四年，將成為他靈性遺產最豐厚的時期。此任命使他須走訪義大利北部日益增多的修道院，如米蘭、威尼斯、維琴察、維羅納、費拉拉（在此地發生了那位嬰兒為母親作證清白的神蹟），以及特倫托、布雷西亞、克雷莫納與瓦雷澤等地。
然而，在所有這些城市之中，安多尼最終選擇帕多瓦作為他未出行時的常駐地。當時帕多瓦擁有約一萬五千名居民，是貿易與工業的重要中心。在此地，他決心完成其最重要的著作《講道集》（Sermones），這是一部蘊含深厚神學思想的教義作品，後來正是憑藉這部著作，他被封為「教會聖師」。然而繁重的講道工作使他無暇完成此書，他的佈道吸引大量民眾，每次講道萬人空巷，無論教堂或廣場皆擠滿聽眾。安多尼在帕多瓦聲望極高，備受愛戴。他不僅孜孜不倦地傳講福音，也花費長時間聽取告解，且常以嚴格齋戒作為修行。

關於那幾年的記載與聖人傳記皆指出，安多尼能將嚴謹與溫柔兼容並蓄。《Benignitas》中寫道：
「他多年來令人讚頌地擔任修士的職務，雖然就口才與學識而言，他可說超越義大利所有人，然而身為長上的他，卻表現出令人驚奇的和藹，並以寬容與仁慈治理他的弟兄們。」

他的法國傳記作者若望·里戈（Giovanni Rigauldt）則說，即使身為修院院長：
「他一點也不像是上級，反而更像弟兄們的同伴；他希望被視為其中之一，甚至是最卑微的那位。旅途中他總讓同伴走在前頭……他想到基督曾為門徒洗腳，他也為弟兄們洗腳，並親自清洗廚房的器具。」
1228年四旬期期間，安多尼返回帕多瓦，並在當地與其他修會的重要人物建立了深厚的聯繫與友誼。他與本篤會的院長喬爾達諾·佛爾扎泰（Giordano Forzatè）成為朋友，也與坎波桑皮耶羅的第六代提索伯爵（Tiso VI da Camposampiero）交好，後者是一位富有且對方濟會極為慷慨的人士。傳統上，人們認為安多尼經常登上一塊位於帕帕法瓦（Papafava）與卡拉雷西（Carraresi）家族花園中的石頭上講道，該石頭至今仍被視為歷史遺跡。
在他信任的友人中，安多尼成立了一種類似兄弟會的團體，這種形式在中世紀頗為常見。由於他們常在白鴿聖母聖殿（Santa Maria della Colomba）集會，因此這個團體被稱為「鴿子會」（Colombini）。他們身著灰色修衣，致力於慈善事業。
雖然安多尼僅在帕多瓦停留了幾個月，但他在1230年省會長任期屆滿後，決定永久定居於此。

### 為方濟各會的未來覲見教宗
1228年3月，方濟各會總會長若望·帕倫提（Giovanni Parenti）因「修會內部一項緊急事務」召喚安多尼前來：當時修會中保守派與改革派之間的爭端再度升溫，急需一項折衷方案來維護修會的團結與方濟各教義的完整性。安多尼因其過往的立場而被選中：他曾努力為修士爭取學習的機會，同時又不失對方濟各清貧精神的堅守。因此，他被雙方視為具高度公正性的代表人選。這個迅速擴張的修會再也無法僅靠方濟各個人的精神領導來維繫整體運作。
此外，當時的交通與通訊條件極為不便，也為管理遍布歐洲、數以萬計的修士帶來巨大困難：大多數旅程須步行完成，路途險惡，資訊傳遞亦極為有限。
爭議的核心涉及多個面向：一方主張應更加重視學術研究，將修士中的神職人員置於優勢地位，犧牲了原本的平信徒修士；另一方則希望以較為靈活的規章來緩解方濟各原先嚴格的清貧要求，以適應修會從「四處奔走傳教」轉變為「定居生活」的新形態。這場爭議漸趨極端與激烈，演變為一種不友善的對立：「要麽站在方濟各這邊，要麽就是他的敵人」。
面對這場超出修會本身權限的紛爭，方濟各會決定將其呈交教廷裁決。1228年，安多尼以修會特使的身份，被派往覲見教宗國瑞九世。
歷史記載並未詳細描述安多尼完成此項任務的具體過程，然而據說教宗額我略九世對這位年輕修士十分欣賞，不僅沒有立即遣返他，反而留下他為自己與樞機主教們講授四旬期的默想講道。這些講道大獲成功，以至於這位八旬高齡的教宗打破常規，稱他為聖經活櫃（Doctor Arca testamenti）、「極為精通的經文詮釋者」、「卓越的神學家」。四年後教宗將他封為聖人時，仍特別回憶起那段四旬期的日子：「我們親自見證他可敬的聖德與令人欽佩的生活，當他與我們同住時。」這段經歷同樣在教廷中的樞機與主教之間留下了深刻印象，《l'Assidua》記載：「他們以極度虔誠的心聽他講道」，甚至有教會高層邀請他向民眾傳道。
那時正值聖週，羅馬聚集了來自各地的朝聖者。安多尼雖然通曉幾種語言，仍選擇以羅馬當地方言來講道。在聖人封聖審查的紀錄中，記載了一樁據說發生在此的奇蹟：如同宗徒們在聖神降臨節時的情形一樣，所有在場的人「都能聽見並明白」，彷彿他同時以每位聽眾的母語說話一般。不久之後，他再度與教宗會晤——這回是在亞西西——為了主持方濟各的封聖儀式，並親自祝福即將成為安放聖人遺體的聖殿的奠基石。
來到亞西西後，安多尼出現了多種健康不適，遂請求並獲准卸下北義省長的職務。1230年末，他返回帕多瓦，並由比薩的阿爾貝托修士接任省會長。

### 隱退帕多瓦

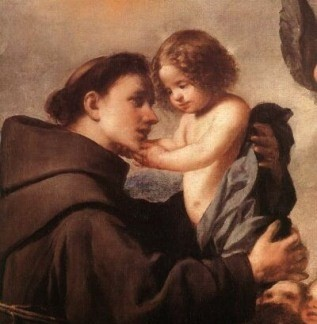
懷抱聖嬰的安多尼，由安東尼奧·德·佩雷達所繪

在他塵世生命的最後時光，安多尼退隱至帕多瓦，致力於推動濟貧運動。在完成了由樞機主教雷納爾多·孔蒂（未來的教宗亞歷山大四世）託付的《講道集》第二卷之後，他將重心放在宣講與聽告解上。從這個意義來說，1231年的四旬期成了他靈修遺產的見證。
安多尼為貧困者與高利貸的受害者發聲：
「可咒的族類，他們在世上強盛且眾多，牙如獅齒。高利貸者既不敬主，也不顧人；他們總是張口欲噬，專以搶奪、撕裂、吞噬窮人、孤兒與寡婦的財物為務……你看看那些敢於施捨的雙手，是滿沾貧者鮮血的手。有些高利貸者偷偷營業；有些公開行業，但偽裝得體，裝出仁慈樣貌；還有些則邪惡絕倫、肆無忌憚，光天化日之下明目張膽地掠奪財產。」
他的講道語言多已傳世，風格簡潔直白：
「大自然使我們生來貧窮，赤裸裸地來到世上，也赤裸裸地離開。是惡念造就了富人；凡貪圖致富者，便落入魔鬼設下的陷阱。」
四旬期的講道已讓安多尼精疲力竭，他多次需人攙扶才能登上講壇。他飽受水腫與哮喘之苦，這些可能是心臟病的症狀，有時連走路都困難。最後，他同意前往聖瑪利亞天主之母（Santa Maria Mater Domini）修道院靜養。但這段短暫的休養卻很快被打斷。當時在維羅納與維琴察一帶橫行的是艾澤利諾三世·達·羅馬諾（Ezzelino III da Romano），他是皇帝腓特烈二世派來打擊自由公社城市的代理人。他成功當選為由桑博尼法喬家族（Sambonifacio）掌權的維羅納市長，還與這個家族透過聯姻建立關係：他娶了里札多伯爵的妹妹齊莉亞（Zilia），而里札多則娶了他的妹妹庫妮莎（Cunizza）。但在掌握權力後，他不顧這些親緣關係，與桑博尼法喬家族決裂，甚至囚禁了他的姊夫。一些忠於里札多伯爵的騎士逃往帕多瓦，並試圖從那裡組織救援行動。1231年5月底，安多尼動身前往維羅納，試圖說服艾澤利諾赦免里札多伯爵，卻無功而返。艾澤利諾態度強硬，甚至差點連安多尼也遭毒手，只因顧及他身穿修士服，才放了他。
1231年6月，在他去世前數日，安多尼受提索伯爵（Tiso）之邀，前往坎波桑皮耶羅（Camposampiero）作靜修與沉思，並住在城堡附近的小隱修所中（該地現為「神視聖所」）。傳說這裡發生了著名的「胡桃樹講道」，也在這裡，伯爵在靜修的祈禱小室中看見聖嬰耶穌降臨在他懷中。
1231年6月13日星期五，他感覺生命即將走到盡頭，便要求回到帕多瓦安逝。他被安置在由牛拖拉的農用車上運送（這段20公里的古羅馬道路如今被稱為「聖人之路」via del Santo）。接近帕多瓦城牆時，他們遇見了修士維諾托（frate Vinotto），他見安多尼情況嚴重，便建議他們暫時停留在阿爾切拉（Arcella）的一處小旅舍，這裡鄰近一所嘉蘭會修女修道院，可以避開信眾在得知他逝世消息後蜂擁而至的「狂熱激情」。
在阿爾切拉的修院中，弟兄們將安多尼安置於地面。他領受了終傅聖事，聆聽弟兄們唱起他最愛的聖母讚歌《O gloriosa Domina》（光榮聖母頌），接著，根據《L'Assidua》的記載，他說出了「Video Dominum meum」（我看見了我的主）這句話後，安然辭世，享年36歲。
安多尼去世的消息迅速傳開，維諾托神父所擔心的事果然發生了。對當時的人而言，聖人的聖髑不僅帶來恩寵與奇蹟，更能在朝聖盛行、信仰熱切的年代中帶來確確實實的繁榮。因此，阿爾切拉所屬的卡波迪蓬特（Capodiponte）居民率先趕到現場，堅持道：「他是在這裡死的，就該葬在這裡。」他們還得到了嘉蘭會修女的支持：「生前無緣一見，就讓我們至少能守著他的遺體。」
隔日，聖瑪利亞天主之母修道院的修士來到阿爾切拉，準備移靈回帕多瓦，卻遭遇卡波迪蓬特一群年輕男子的武裝阻攔。所有試圖和平溝通的方式都徒勞無功，修士們只好返回帕多瓦，向主教陳情。
主教得知安多尼明確表示希望死在城市中、自己的修道院裡，便支持修士們的請求，並授命帕多瓦的督政官（Podestà）必要時可動用武力平息事態。所幸最終未需使用武力。6月17日，在阿爾切拉舉行了安多尼的葬禮儀式。當天傍晚，聖人的遺體被護送回帕多瓦，安葬於聖瑪利亞天主之母修道院。

## 敬禮

### 封聖

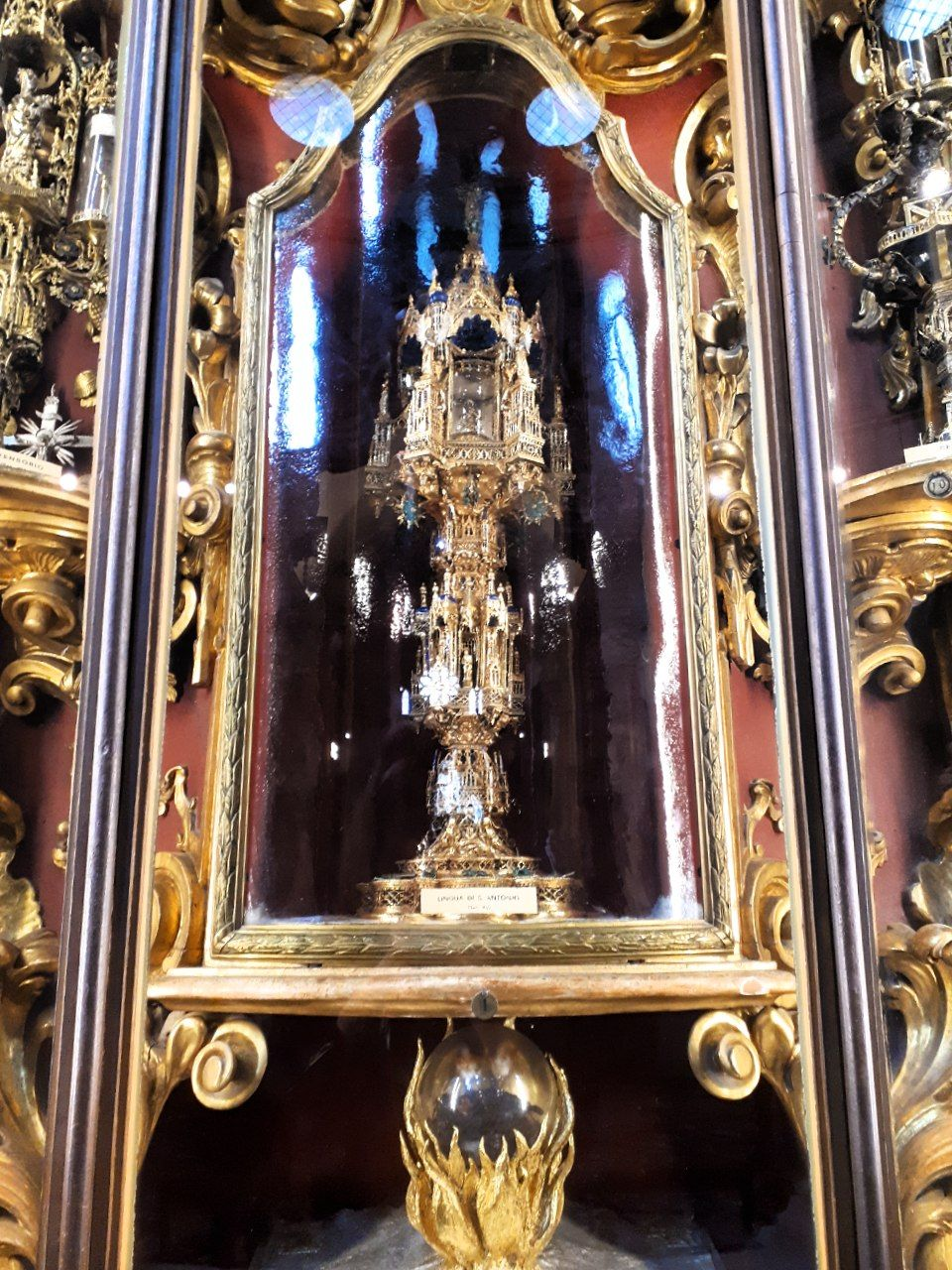
圣安多尼的舌头，保存于帕多瓦圣安多尼圣殿

教會在教宗額我略九世的帶領下，鑑於大量歸功於聖安多尼的奇蹟，於他逝世僅一年後即將他封為聖人。1946年，教宗庇護十二世又將聖額我略九世列為天主教會的聖師之一，賜予他「福音聖師」（Doctor Evangelicus）的稱號，因為在其流傳於世的著作與講道中，他經常以福音書的引文來支持自己的論點。
在義大利帕多瓦（Padova）為他建造了宏偉的聖安多尼大殿；在當地，不論是這座大殿還是聖安多尼本人，均被簡稱為「Il Santo」（聖者）。關於他的出生日期，是由傳統口述流傳下來的；而他的瞻禮日訂於6月13日，也就是他逝世的日子。每年此日，帕多瓦都會舉行盛大的慶典與隆重的遊行，場面極為熱烈。
隨著前往帕多瓦朝聖者的劇增，人們開始興建更大的教堂，並於1240年完工。1263年，方濟會總會長聖文德（Bonaventura da Bagnoregio）下令將聖安多尼的遺體遷至新大殿。在聖人逝世32年後、遷葬前的檢視中，人們驚奇地發現他的舌頭依然完好，「柔軟、鮮紅、有如属于未死之人」。此聖物至今仍可見，並被安置於由佛羅倫斯金匠朱利亞諾（Giuliano da Firenze）於1436年打造的聖物箱內，存放於寶藏小堂。每年2月15日，帕多瓦的方濟各修士仍紀念此發現，但慶典通常會延至最近的主日舉行。
每年有數百萬信徒前往帕多瓦大殿朝聖，大多懷著對這位偉大方濟會聖人的深厚敬仰之情。
在2007年票選最偉大的葡萄牙人中，他排名第13。

### 聖髑
最重要的聖髑顯然被珍藏於帕多瓦聖安多尼聖殿的「约柜小堂」（Cappella dell'Arca）內：聖壇之中安放著幾乎完整的聖安多尼遺骸，每日皆有無數朝聖者與信徒在此祈禱，將手或額頭貼在綠色大理石板上，形成如今廣為人知的「朝聖者之舉」。
由於保存狀況異常良好，其中一些聖髑被單獨取出，現陳列於帕多瓦聖殿的「聖物小堂」（Cappella delle Reliquie）中，供信徒瞻仰。其中最著名的是舌頭——於1263年第一次聖體檢查時，由聖文德（San Bonaventura）發現完好無損，以及聲帶——1982年由帕多瓦大學醫學團隊在1263年之聖體匣內再度發現，其狀況依舊完整無損。這些異常且難以解釋的完好遺骸，皆被安置於精美聖物匣中珍藏。
此外，在同一聖物小堂內，亦收藏有聖人的下巴骨及右手食指（即其講道所用之手指）。這兩件聖骨每年均於6月13日慶典期間被隆重帶往遊行。盛載下巴骨的半身像聖物匣曾於1991年10月10日遭竊，引發轟動，幸而於兩個多月後於菲烏米奇諾尋回。

### 奇跡

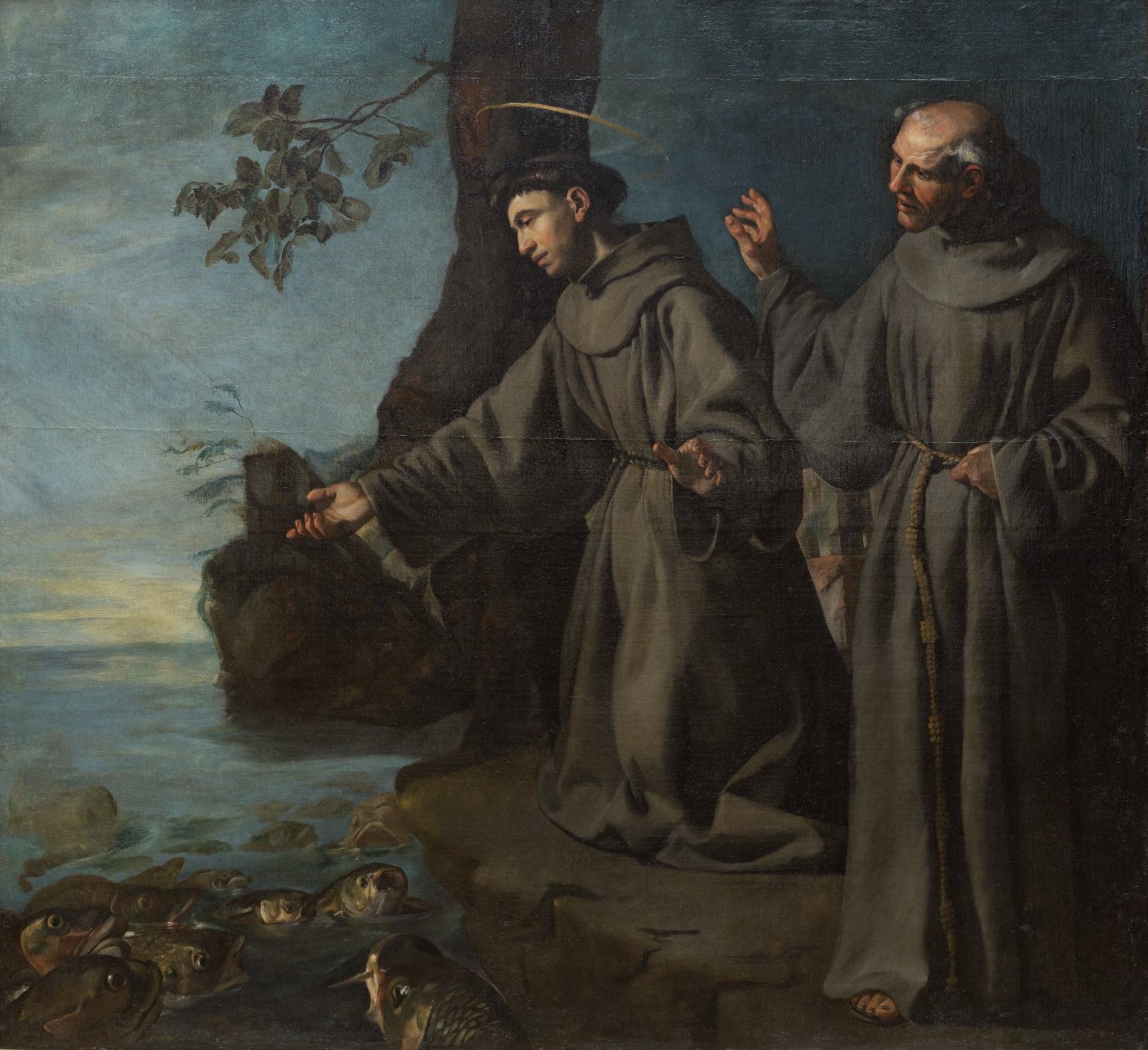
聖安多尼向魚群講道

向聖安多尼祈求幫助尋回遺失或被竊物品的傳統做法，可追溯至他生前在波隆那（Bologna）發生的一件事。據說，當時聖安多尼擁有一本對他非常重要的聖詠集，書中包含了他為教授學生所作的筆記與評論。某位打算離開修會的修士偷偷帶走了這本聖詠集。在印刷術尚未發明的時代，任何書籍都是手工謄寫而成，極為貴重，而對一位立了清貧誓言的方濟各會士來說，這樣的物品更是難以取代。當安多尼發現聖詠集失蹤後，便祈求能將它找回或歸還。最終，那位偷書的修士不僅受到感召而將書送回，還回到了修會。據說，這本曾被竊的聖詠集至今仍保存在波隆那的方濟各修道院中。
聖安多尼向魚講道的故事起源於里米尼（Rimini），當時他前往當地宣講。由於當地的異端分子對他嗤之以鼻，聖安多尼便走到海邊，在水邊開始講道。據說很快便有成群的魚聚集在他面前聆聽。他的神奇舉動吸引了城裡的人，甚至連異端者也蜂擁而至觀看這奇景，並因此被感動，開始聽取聖安多尼的宣講。
另一個常被傳頌的故事同樣發生在里米尼。當時有位異端者挑戰聖安多尼，要他證明基督在聖體聖事中的真實存在。這名男子試圖嘲弄聖人，牽出一頭餓了多日的騾子，並擺上新鮮的飼料，聖安多尼則向騾子展示包含聖體的聖體光（Monstrance）。結果那頭騾子無視飼料，反而向聖體俯身致敬。如今聖安多尼小聖殿（Tempietto di Sant'Antonio）標示著這一奇蹟發生之地。其他版本的傳說則將此奇蹟發生地點說為法國的圖盧茲（Toulouse）或布爾日（Bourges）。
還有一個故事則講述聖安多尼在義大利與異端者共進晚餐時的經歷。他察覺到他們端上的食物有毒，於是直接質問對方。這些人承認確實想毒死他，但反過來挑釁他說：如果他真正相信《馬爾谷福音》16:18 中的話——「甚或喝了什麼致死的毒物，也決不受害」——那就吃下這些食物。聖安多尼便為食物祝聖，毫無畏懼地吃下，結果安然無恙，令在場的異端者驚駭不已。

### 引用
1. 1 2  Dal-Gal 1907.
2. 1 2 3  Monti 2008.
3. ↑  Silva 2011，第1頁.
4. 1 2  . 30 June 2007. （原始内容存档于30 June 2007）.
5. ↑  Foley, Leonard. . American Catholic.   [27 June 2011]. （原始内容存档于17 October 2000）.
6. ↑  Renzo Allegri, Il sangue di Dio. Storia dei miracoli eucaristici, Ancora, 2005, pp. 56-58
7. ↑  http://www.santantonio.org/it/content/domande-frequenti#4
8. ↑  https://www.santantonio.org/it/content/cappella-della-madonna-mora
9. ↑  .   [15 febbraio 2023].
10. ↑  .   [15 febbraio 2023].
11. ↑  .   [15 febbraio 2023].
12. ↑  .   [16 febbraio 2023].
13. ↑  . 21 dicembre 1991. 已忽略未知参数|publication= (帮助);
14. ↑  . 8 December 2000. （原始内容存档于8 December 2000）.
15. 1 2 3  Arnald 2010，第122–125頁.

### 來源
- Arnald. . 由Noel Muscat翻译. Malta: Ordo Fratrum Minorum. 2010.
- Chisholm, Hugh (编). .  (第11版). London: Cambridge University Press. 1911.
- Chong, A. (编). . Asian Civilisations Museum. 2016. ISBN 978-981-09-9685-7.
- Dal-Gal, Niccolò. .  1. New York: Robert Appleton Company. 1907.
- Foley, Leonard; McCloskey, Patrick (编).  7th, updated and expanded. Cincinnati, Ohio (US): Franciscan Media. 2013. ISBN 978-1-61636-667-4. OCLC 882106791.
- Monti, Dominic V. . Cincinnati, Ohio: Franciscan Media. 2008. ISBN 978-0-86716855-6. D. V. Monti (OFM).
- Morosini, Sergio Rossetti. . The Art Bulletin. March 1999, 81 (1): 163–164. JSTOR 3051293. doi:10.2307/3051293.
- Purcell, Mary. . Garden City, New York: Hanover House. 1960: 19, 275–6.
- Raj, Selva J. . Locklin, Reid B.  (编). . Albany, NY: State University of New York Press. 2017. ISBN 978-1-4384-6505-0. OCLC 956984843.
- Silva, José Manuel Azevedo, Câmara Municipal , 编,  (PDF), Santo António dos Olivias (Coimbra), Portugal: Câmara Municipal de Santo António dos Olivais, 2011  [5 September 2011], （原始内容 (PDF)存档于20 December 2011） （葡萄牙语）
- Stearns, P.N. . Houghton Mifflin. 2001. ISBN 978-0-395-65237-4.
- Sweet, Jill Drayson. . Santa Fe: School of American Research Press. 2004. ISBN 978-1-930618-29-9.
- Thornton, J. . ACLS Humanities E-Book. Cambridge University Press. 1998. ISBN 978-0-521-59649-7 –American Council of Learned Societies.
- Wessinger, Catherine. . Oxford University Press. 2011. ISBN 9780195301052.

## 外部鏈接
- 聖安多尼故事